# Arcola (Saskatchewan)
Arcola – miasto leżące w południowo-wschodniej części prowincji Saskatchewan w Kanadzie.
- Powierzchnia: 2.59 km²
- Ludność: 504 (2006)